# Eliurus petteri
Eliurus petteri är en gnagare i familjen Nesomyidae som förekommer på Madagaskar.
Arten har i genomsnitt en kroppslängd (huvud och bål) av 153 mm, en svanslängd av 191 mm och en vikt av 74 g. I motsats till andra släktmedlemmar finns en tydlig gräns mellan den gråbruna pälsen på ovansidan och den vita pälsen på undersidan. Främre delen av svansen är täckt av glest fördelade och smala gråa hår. Håren blir vid spetsen tätare och längre och bildar en tofs. Hos några exemplar är tofsens slut vit. Fotroten har en grå färg och fingrar samt tår är vita.
Utbredningsområdet ligger i östra Madagaskar i provinsen Toamasina. Arten vistas i kulliga områden och i bergstrakter mellan 430 och 1200 meter över havet. Eliurus petteri lever i fuktiga skogar och klättrar vanligen i träd.
Individerna är troligtvis aktiva mellan skymningen och gryningen. Uppskattningsvis äter arten frön som kanske kompletteras med frukter och insekter. Honor har 6 spenar.
Skogarnas omvandling till jordbruksmark hotar beståndet. Eliurus petteri kan även drabbas av sjukdomar som överföras från introducerade gnagare genom flugor. Fram till 2003 var endast tre exemplar kända. IUCN listar arten som starkt hotad (EN).